# Blessthefall
Blessthefall is een Amerikaanse metalcoreband uit Phoenix, Arizona.
De band werd opgericht in 2003 door gitarist Mike Frisby, drummer Matt Traynor en bassist Jared Warth. Zij debuteerden met het studioalbum His Last Walk in 2004, met zanger Craig Mabbitt. Mabbitt verliet Blessthefall om bij Escape the Fate te gaan zingen. Op het tweede album, Witness uit 2009, is Beau Bokan te horen.

## Bezetting
Huidige leden
- Jared Warth - bas, zang (2004-heden); scream (2004-heden); keyboards (2005-2008)
- Eric Lambert - gitaar (2005-heden); achtergrondzang (2008-heden); zang (2007-2008)
- Beau Bokan - zang (2008-heden)
- Elliott Gruenberg - gitaar (2011-heden); achtergrond-scream (2013-heden)

Tijdlijn

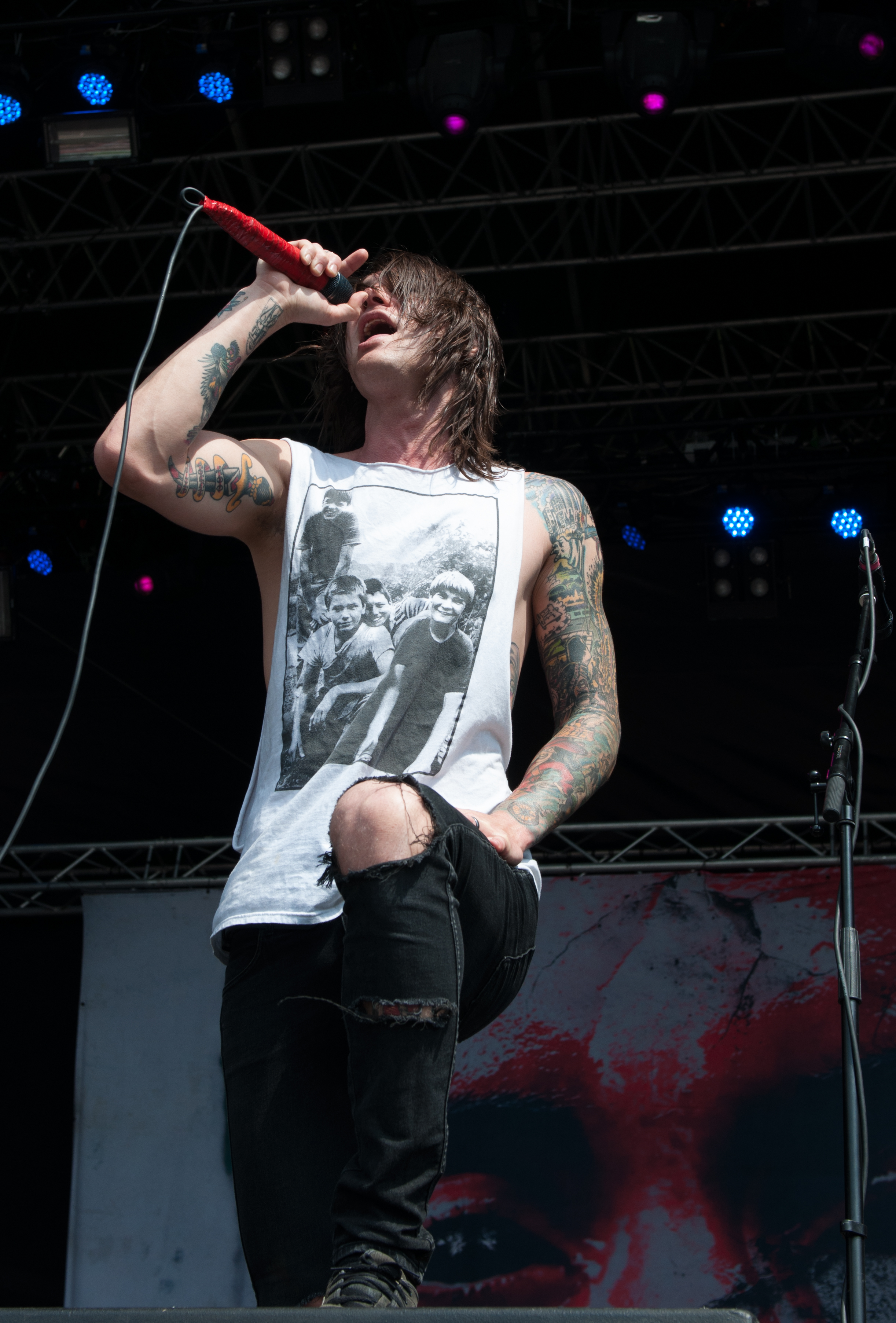
Beau Bokan, 2014
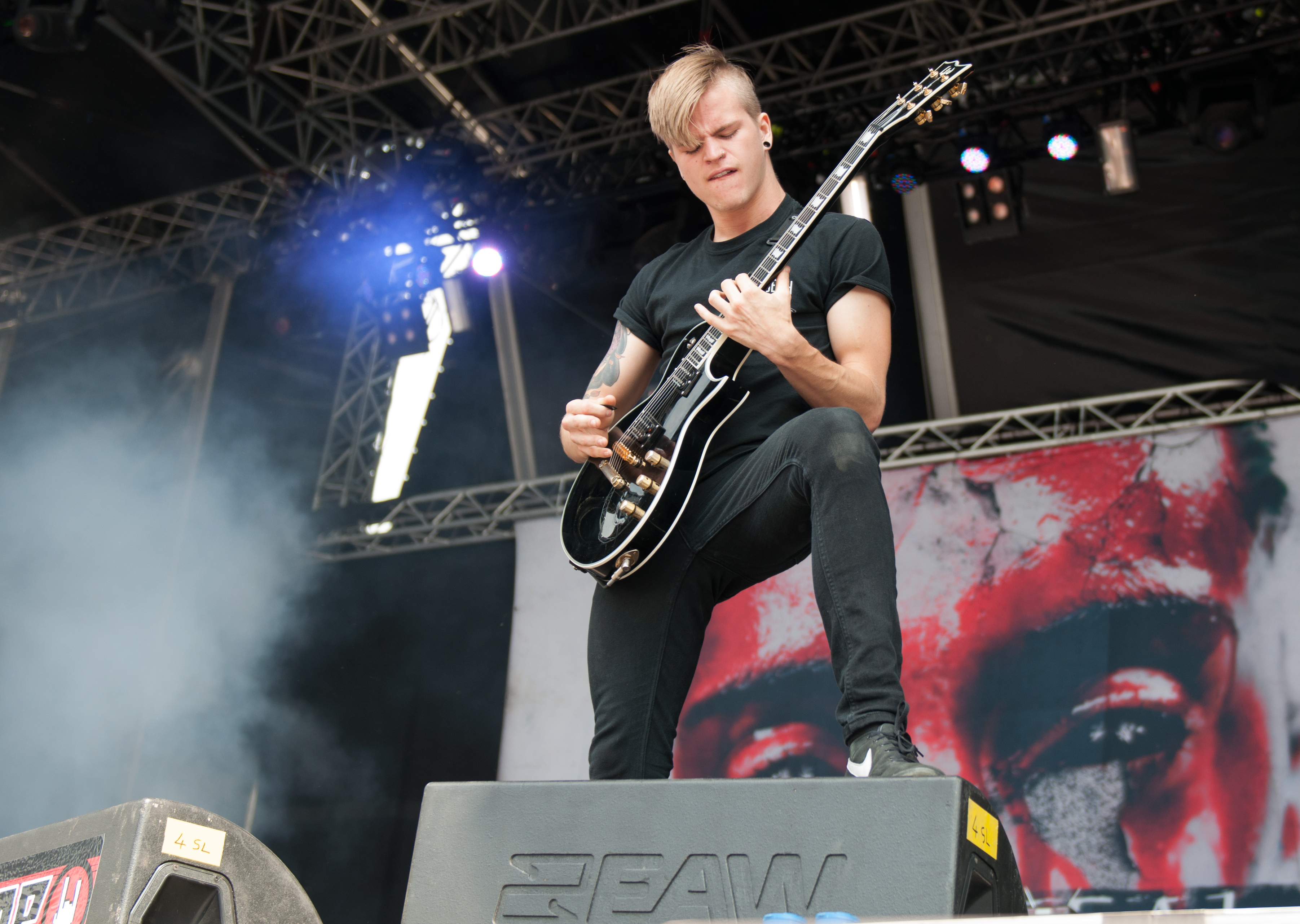
Elliott Gruenberg, 2014
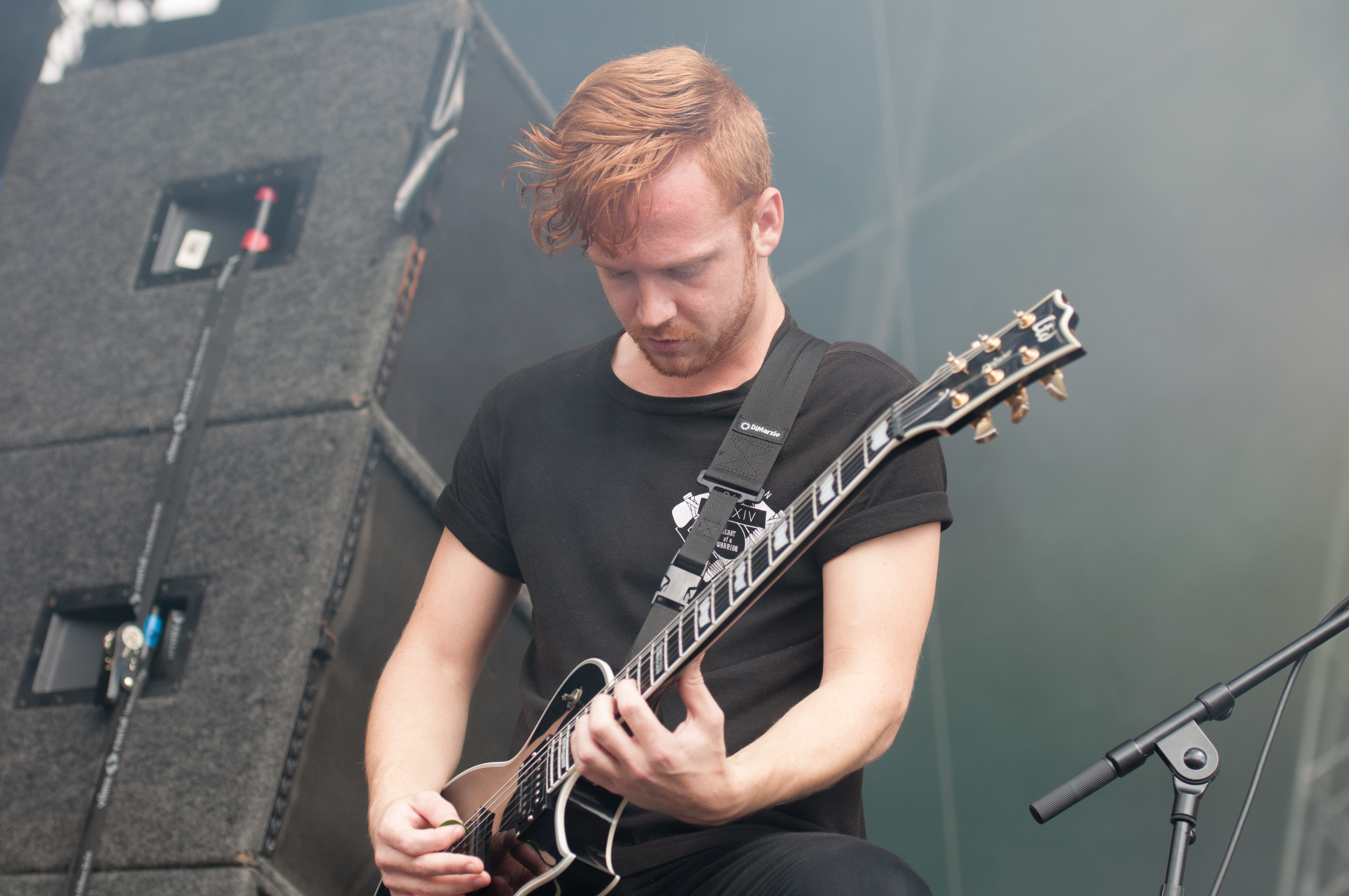
Eric Lambert, 2014
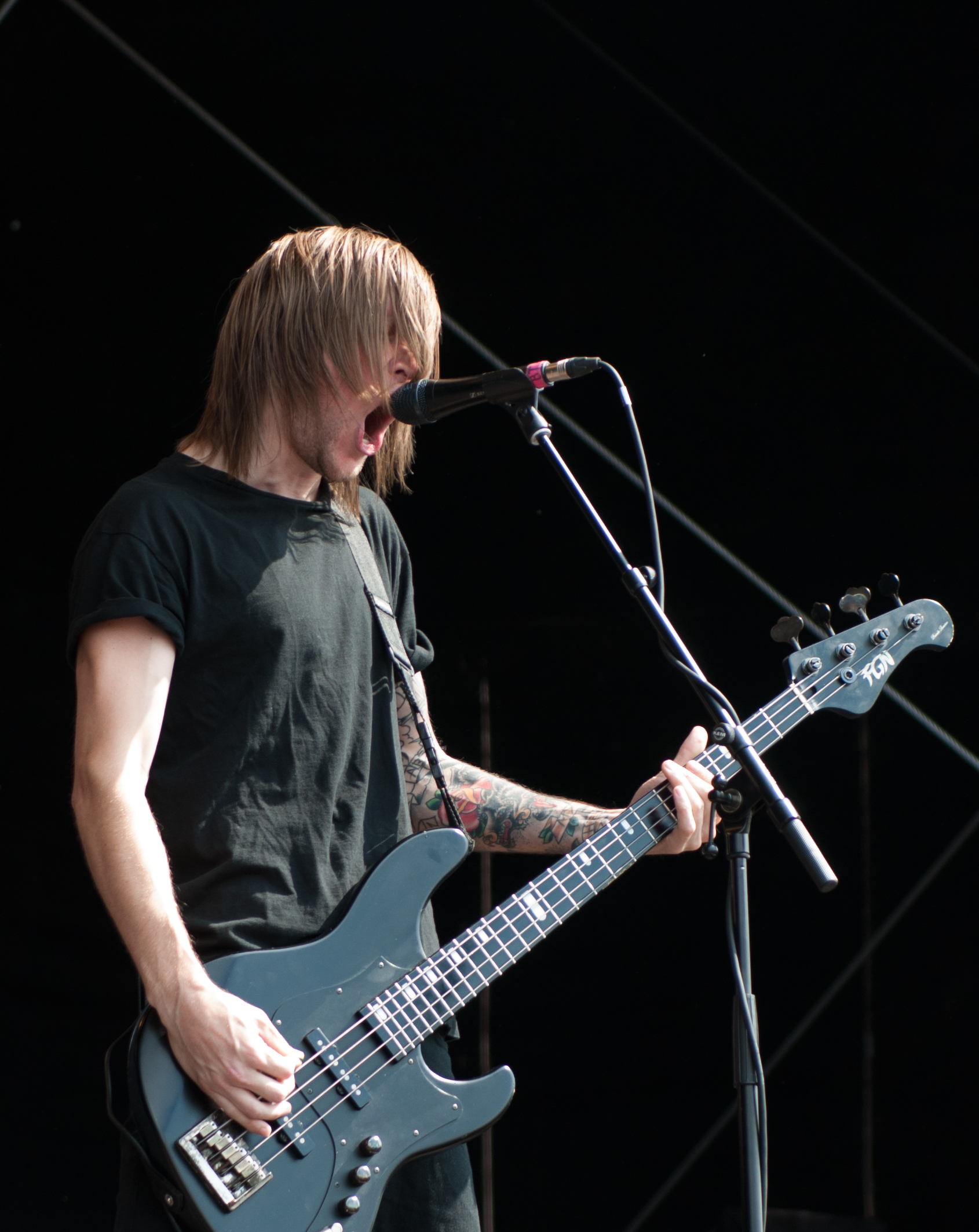
Jared Warth, 2014

## Discografie
Studioalbums
- His Last Walk (2007)
- Witness (2009)
- Awakening (Blessthefall (2011)
- Hollow Bodies (2013)
- To Those Left Behind (2015)
- Hard Feelings (2018)